# Vålerengen Idrettsforening 1982
Questa voce raccoglie le informazioni riguardanti il Vålerengen Idrettsforening nelle competizioni ufficiali della stagione 1982.

## Rosa
| N. |                     | Ruolo | Calciatore        |
| -- | ------------------- | ----- | ----------------- |
|    | Norvegia (bandiera) | P     | Tom Rüsz Jacobsen |
|    | Norvegia (bandiera) | P     | Jon Ole Moe       |
|    | Norvegia (bandiera) | D     | Tor Brevik        |
|    | Norvegia (bandiera) | D     | Steinar Enerly    |
|    | Norvegia (bandiera) | D     | Lasse Eriksen     |
|    | Norvegia (bandiera) | D     | Trond Sollied     |
|    | Norvegia (bandiera) | C     | Dag Austmo        |
|    | Norvegia (bandiera) | C     | Vidar Davidsen    |

| N. |                     | Ruolo | Calciatore             |
| -- | ------------------- | ----- | ---------------------- |
|    | Norvegia (bandiera) | C     | Tom Jacobsen           |
|    | Norvegia (bandiera) | C     | Stein Gran             |
|    | Norvegia (bandiera) | A     | Henning Bjarnøy        |
|    | Norvegia (bandiera) | A     | Erik Foss              |
|    | Norvegia (bandiera) | A     | Morten Haugen          |
|    | Norvegia (bandiera) | A     | Pål Jacobsen           |
|    | Norvegia (bandiera) | ?     | Jan Erik Kullerud      |
|    | Norvegia (bandiera) | ?     | Hans Petter Lundteppen |

## Risultati

### Campionato

#### Girone di andata
| Drammen 25 aprile 1982 | Start | 0 – 2 | Vålerengen | Marienlyst Stadion |

| Ålesund 2 maggio 1982 | Vålerengen | 5 – 2 | Sogndal | Kråmyra Stadion |

| Lillestrøm 9 maggio 1982 | Lillestrøm | 0 – 2 | Vålerengen | Åråsen Stadion |

| Oslo 16 maggio 1982 | Vålerengen | 4 – 2 | HamKam | Ullevaal Stadion |

| Porsgrunn 20 maggio 1982 | Moss | 3 – 2 | Vålerengen | Pors Stadion |

| Oslo 24 maggio 1982 | Vålerengen | 1 – 2 | Bryne | Ullevaal Stadion |

| Nedre Eiker 31 maggio 1982 | Mjøndalen | 1 – 0 | Vålerengen | Nedre Eiker Stadion |

| Halden 7 giugno 1982 | Vålerengen | 1 – 2 | Molde | Halden Stadion |

| Oslo 13 giugno 1982 | Vålerengen | 5 – 1 | Rosenborg | Bislett Stadion |

| Stavanger 27 giugno 1982 | Viking | 0 – 0 | Vålerengen | Stavanger Stadion |

| Oslo 30 giugno 1982 | Vålerengen | 1 – 0 | Fredrikstad | Ullevaal Stadion |

#### Girone di ritorno
| Oslo 2 agosto 1982 | Vålerengen | 1 – 1 | Start | Ullevaal Stadion |

| Sogndal 8 agosto 1982 | Sogndal | 0 – 1 | Vålerengen | Fosshaugane Campus |

| Bergen 15 agosto 1982 | Vålerengen | 1 – 1 | Lillestrøm | Brann Stadion |

| Hamar 18 agosto 1982 | HamKam | 1 – 0 | Vålerengen | Briskeby Gressbane |

| Oslo 22 agosto 1982 | Vålerengen | 2 – 0 | Moss | Ullevaal Stadion |

| Bryne 29 agosto 1982 | Bryne | 1 – 0 | Vålerengen | Bryne Stadion |

| Oslo 5 settembre 1982 | Vålerengen | 4 – 0 | Mjøndalen | Ullevaal Stadion |

| Molde 12 settembre 1982 | Molde | 1 – 1 | Vålerengen | Molde Stadion |

| Trondheim 26 settembre 1982 | Rosenborg | 1 – 0 | Vålerengen | Lerkendal Stadion |

| Tønsberg 3 ottobre 1982 | Vålerengen | 0 – 2 | Viking | Tønsberg Gressbane |

| Fredrikstad 10 ottobre 1982 | Fredrikstad | 0 – 2 | Vålerengen | Fredrikstad Stadion |

### Coppa di Norvegia
|  | Geithus | 0 – 5 | Vålerengen |  |

|  | Vålerengen | 2 – 1 | Skeid |  |

|  | Kongsvinger | 3 – 2 | Vålerengen |  |

### Coppa dei Campioni
| Bucarest 25 agosto 1982 | Dinamo Bucarest | 3 – 1 | Vålerengen | Stadionul Dinamo |

| Oslo 1º settembre 1982 | Vålerengen | 2 – 1 | Dinamo Bucarest | Bislett Stadion |